# Eupithecia adequata
Eupitecia adequata es una especie de polilla de la familia Geometridae. La especie fue descrita por primera vez por Richard F. Pearsall en 1936 con distribución en el Oeste de Estados Unidos. El lectotipo de la especie fue descrito en los alrededores de Eureka (Utah).

## Desripción
La envergadura es de unos 21 milímetros (0,8 plg). Las alas anteriores son de un color blanquecino opaco. Las líneas cruzadas tienen un ángulo pronunciado hacia afuera debajo de la costa y luego fuertemente hacia adentro. El abdomen es de color blanco y gris pálido, cada segmento rodeado de un blanco claro en la parte posterior, el segundo segmento con un anillo estrecho de color negro azabache en la parte anterior.
Se han registrado adultos volando de marzo a mayo y en julio.